# سجادة ورامين
سجادة ورامين (بالإنجليزية: Varamin carpet) هي بساطٌ منسوج في مدينة ورامين والمناطق المحيطة بها، جنوب شرق طهران. يُعد من بين أكثر السجّاد الفارسي أصالة من حيث الطراز التقليدي والزخارف.

## التقنية والعقدة
تُصنع القاعدة من القطن، وتُستخدم عقدة السنّه الفارسية في هذا النوع من السجاد، على عكس العقدة التركية الأكثر شيوعًا. تُعتبر ورامين من نخبة السجاد الفارسي، ويُصنع بواسطة القبائل التي تعيش في ورامين أو تمر بها. وغالبًا ما يُنسج هذا السجاد على نول رأسي.